# Fort George (New York)
Fort George era il nome di cinque forti dello stato di New York.

## Storia
Il primo Fort George venne costruito nel 1626 quando la città aveva ancora il nome di Nuova Amsterdam e venne denominato "Fort Amsterdam". L'Esercito britannico lo ribattezzò "Fort James" nel 1664. Venne rioccupato per poco tempo dagli olandesi e rinominato "Fort Willem Hendrick". Il nome venne inglesizzato in "Fort William Henry" nel 1691, "Fort Anne" o "Queen's Fort" nel 1703 ed infine "Fort George" nel 1714. I bastioni del punto nord vennero distrutti dagli americani nel 1776 ed infine il forte venne demolito nel 1790. Il sito è ora un museo e un tribunale a Lower Manhattan.
Il secondo Fort George venne costruito dagli inglesi nel 1755 nel quartiere di Oswego, ma venne distrutto dal comandante francese Louis-Joseph de Montcalm nel 1756. Ora il sito è il Montcalm Park alla giunzione di W Van Buren Street, Montcalm Street e West 6th Street.
Il terzo Fort George venne costruito nei pressi del Lake George nel 1755. Venne distrutto nel 1777 ed infine abbandonato nel 1780.
Il quarto Fort George fu un accampamento costruito a Staten Island attorno al 1777 nell'area di St.George.
L'ultimo Fort George o Fort George Hill venne costruito nel 1776 vicino all'intersezione di Audubon Avenue e la 192nd Street nel quartiere di Upper Manhattan. Venne chiamato per poco tempo "Fort Clinton" e poi rinominato ancora "Fort George", dal 1895 al 1914 fu il sito del Fort George Amusement Park e adesso è la George Washington High School.